# Doutnáč
Doutnáč (433 m n. m.) je kopec v Karlštejnské vrchovině na území NPR Karlštejn v Českém krasu. V roce 2004 byl po dohodě mezi správou Českého krasu a Lesů České republiky, s. p., vyhlášen bezzásahovou oblastí a kompletně vyjmut z lesního hospodářství.

## Klimatické poměry
Stejně jako většina území Českého krasu spadá Doutnáč do mírně suché a mírně teplé klimatické oblasti s průměrnou roční teplotou 8-9 °C a ročním úhrnem srážek okolo 530 mm. V Českém krasu se však výrazně uplatňuje mikroklima a právě Doutnáč je toho typickým příkladem. Klimatické podmínky tu totiž dosahují velké rozmanitosti. Na jižním svahu je celoročně velké sucho a v létě je vystaven největšímu množství slunečních paprsků. Tyto extrémní podmínky způsobily, že se zde špatně daří stromům, a proto zde vznikla lesostep přecházející ve skalní suťovitou step. Rozdíly teplot mezi severním a jižním svahem jsou v létě běžně přes 10 °C. Podél východního svahu Doutnáče teče Bubovický potok, který vytváří tmavou a vlhkou rokli, kde se vyskytují i vlhkomilná společenstva rostlin a kde je i v létě dostatek vláhy. V okolí se výrazně uplatňuje inverzní fenomén, proto je v podzimních a zimních měsících většinou na vrcholku kopce tepleji, než na úpatí.

## Flóra
Z botanického hlediska je zajímavá především výše zmíněná lesostep, kde byl zjištěn výskyt rudohlávku jehlancovitého (Anacamptis pyramidalis), velmi vzácné vápnomilné orchideje. Doutnáč je jedním z mála míst v České republice, kde se vyskytuje a v podobné míře roste až v Bílých Karpatech.
Kromě lesostepi je celé území zalesněno. Na různých místech kopce je i velmi rozdílná druhová skladba lesů. V nižších polohách na jižním svahu rostou javořiny s klenem a babykou. Ty přecházejí v dubohabřiny a směrem k severu se zvyšuje zastoupení buku. Lesostep na jižním svahu lemuje šípáková doubrava, což je původní, druhově velmi bohaté společenstvo, tvořené především dubem šípákem (Quercus pubescent).

## Geomorfologie
Jedná se o protáhlý hřbet ve směru S-J. Vrchol leží v nadmořské výšce 433 m n. m. a nachází se v jižní části území. Jižní svahy jsou proto velmi strmé, zatímco na sever se Doutnáč svažuje jen pozvolna. Vrch náleží do geomorfologického celku Hořovická pahorkatina, podcelku Karlštejnská vrchovina a okrsku Bubovická vrchovina.

## Bezzásahová oblast
Hlavním cílem bezzásahové oblasti je sledovat přirozený vývoj lesa. Uvnitř se nesmí kácet stromy, ani nejsou nijak odklízeny ty padlé. Lidský vliv je maximálně potlačen a za desítky let by zde mělo vzniknout společenstvo pralesovitého charakteru. Doutnáč byl k tomuto účelu vybrán z několika důvodů. Navzdory tomu, že se na svazích tohoto kopce v minulosti těžilo dřevo, mají zdejší lesy druhovou skladbu velmi blízkou té přirozené. Kopec také leží uvnitř národní přírodní rezervace a nevede přes něj žádná turistická cesta, tudíž je značně izolován od vlivu člověka. Navíc, jak již bylo zmíněno, skýtá obrovskou škálu různých typů podmínek - lesostepí počínaje a mokřinami konče.